# James Tabor
James D. Tabor (* 2. März 1946) ist ein US-amerikanischer Bibelwissenschaftler. 

## Werdegang
Tabor ist deutscher Herkunft. 
Nach verschiedenen Lehraufträgen an anderen Hochschulen in den Vereinigten Staaten lehrt er seit 1989 an der religionswissenschaftlichen Fakultät der Universität von North Carolina in Charlotte. Promoviert hat er 1982 an der Universität von Chicago im Fach „Neues Testament und Frühchristliche Literatur“. 
Seitdem fokussieren sich seine Studien auf den historischen Jesus und das antike Judentum. In diesem Fachgebiet ist er auch Autor verschiedener, zum Teil heftig umstrittener Werke wie zum Beispiel Die Jesus-Dynastie.

## Werke (Auswahl)
- Die Jesus-Dynastie. C. Bertelsmann, München 2006, ISBN 3-570-00923-8.